# Liste der Monuments historiques in Saint-Androny
Die Liste der Monuments historiques in Saint-Androny führt die Monuments historiques in der französischen Gemeinde Saint-Androny auf.

## Liste der Objekte
| Bezeichnung                                                      | Beschreibung    | Standort                        | Kennzeichnung | Schutzstatus | Datum | Bild |
| ---------------------------------------------------------------- | --------------- | ------------------------------- | ------------- | ------------ | ----- | ---- |
| Gemälde Portrait de Barthélémy de Martiribus archévêque de Braga | 17. Jahrhundert | in der Kirche St-Androny (Lage) | PM33000661    | Classé       | 1908  |      |